# Autoridade Nacional do Petróleo e Minerais

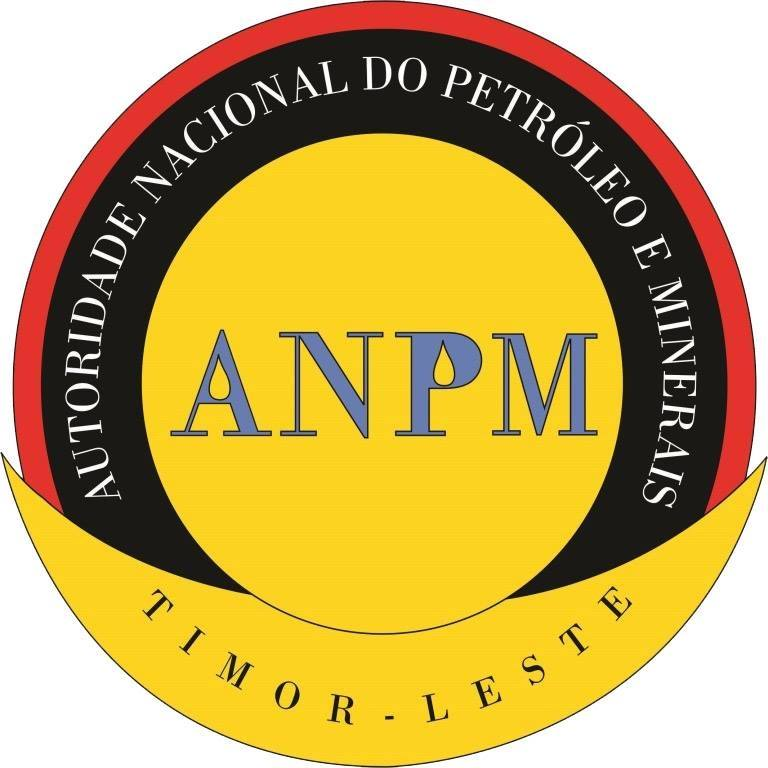
Autoridade Nacional do Petróleo e Minerais

Die Autoridade Nacional do Petróleo e Minerais (ANPM, deutsch Nationale Behörde für Erdöl und Mineralien) war eine staatliche Behörde des Ministeriums für Erdöl und Mineralien Osttimors. Der Hauptsitz der ANPM befand sich im linken Flügel des Regierungspalastes Osttimors.

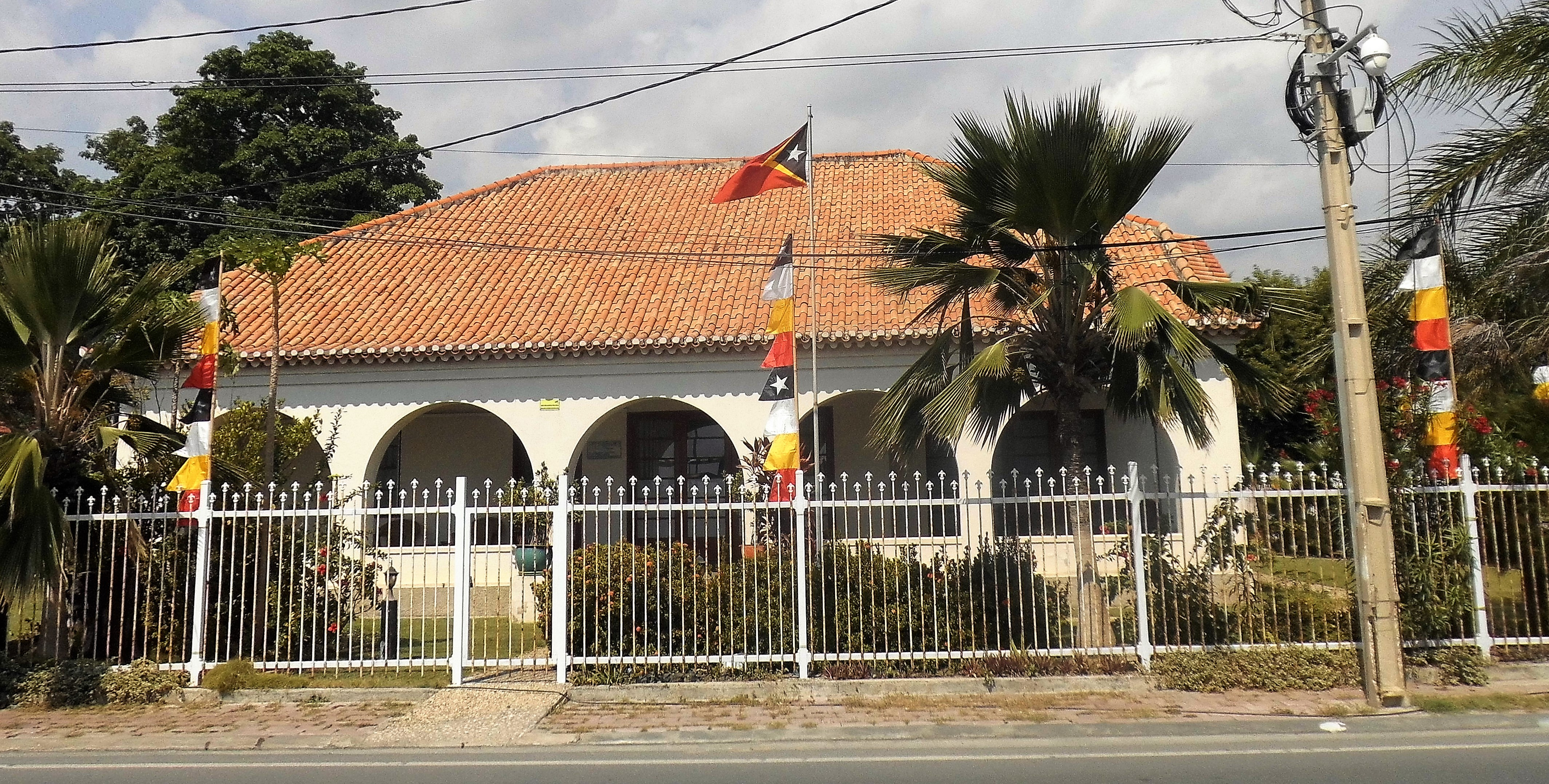
Sitz des Direktorats für Mineralien der ANPM in Palapaso (Dili)

Die ANPM wurde mit dem Gesetz 27/2019 vom 27. August 2019 gegründet (Änderung von Gesetz 20/2008 vom 19. Juni 2008). Sie kümmerte sich um die Verwaltung und Regulierung der Erdölvorkommen des Landes und der Gewinnung der Bodenschätze in Osttimor, sowohl an Land als auch im Seegebiet. Dazu überwachte die ANPM die Einhaltung der Regeln und Vorschriften für die Exploration, Entwicklung, Produktion, den Transport und die Verteilung von Erdöl, Erdgasressourcen und Mineralien. Vorgänger der ANPM waren die Timor Sea Designated Authority (TSDA) und bis 2009 die Autoridade Nacional do Petróleo (ANP).
Präsident war Florentino Mateus Soares Ferreira. Er folgte am 29. Juli 2020 für eine Amtszeit von vier Jahren seinem Vorgänger Gualdino do Carmo da Silva.
2023 spaltete die IX. Regierung die ANPM in die Autoridade Nacional do Petróleo (ANP) und die Autoridade Nacional dos Minerais (ANM) auf.